# Raj Ráchel
Raj Ráchel (Budapest, 1980. november 5. –) magyar cukrász, tortatervező, üzletasszony, Raj Tamás főrabbi lánya.

## Életpályája
Raj Ráchel általános és középiskolai tanulmányait a Budapesti Fazekas Mihály Gyakorló Általános Iskola és Gimnáziumban végezte. Ezt követően divattervezőnek tanult és elvégezte a gazdasági főiskolát. Kezdetben a családi cukrászdában dolgozott, majd 2004-ben megnyitotta saját, Tortaszalon nevű design-cukrászdáját Budapesten, a Veres Pálné utcában. Jelenleg három cukrászdája (Raj Ráchel Tortaszalon) található Budapesten.
Ráhel asztala címen saját műsort vezetett a TV Paprikán, amelyben a zsidó konyhával ismertette meg a nézőket. Jelenleg a Torta Design Workshopon tanítja is a design torta készítését, valamint egy főzőiskolában is tanít. 2015-ben jelölték az év Példakép-díjra.

## Díjak, elismerések
- A Világ legnagyobb flódnija – hivatalos világrekord (2012)[6]
- Az Év Cukrásza (2014)[7]
- Best of Budapest and Hungary-díj, Pastry and bakery shops kategória – Tortaszalon (2014)[8]
- Magyarország cukormentes tortája verseny, a leginnovatívabb receptért járó díj (2015)[9]
- Erzsébetváros Mestere (2017)[10]

### Saját oldalak
- Raj Ráchel hivatalos weboldala Archiválva 2016. március 16-i dátummal a Wayback Machine-ben
- A torta.hu hivatalos oldala
- torta.hu a Facebookon

### Cikkek, interjúk
- Kérdezz-felelek Raj Ráhellel – Makifood blog, 2012. 01. 23.
- Riedl Annamária: A kóser konyha az ünnepekről szól - Interjú Raj Ráchellel – 100 fok, 2013. 09. 05.
- Sándor Zsuzsanna: Édes demokrácia Archiválva 2016. március 15-i dátummal a Wayback Machine-ben – 168 óra online, 2013. 12. 15.
- Karafiáth Orsolya: Álmomban is tortákat látok mindenhol – nlcafe.hu, 2014. 02. 28.
- Krausz Viktória: Zsidó nők – akik nem hagyják elnyomni magukat – Szombat, zsidó politikai és kulturális folyóirat, 2014. 03. 08.
- Galán Angéla: Nevükben a márka – Ridikül magazin, 2014. 05. 13.
- Melis Dóra: Életnagyságú nő, tortából – interjú Raj Ráchel tortatervezővel –  Librarius kortárs kult magazin, 2014. 07.22
- Raj Ráchel A Példakép Alapítvány blogján – 2015. 12. 15.

### Videók
- Hogyan készült Raj Ráchel Flódni Világrekordja? – YouTube, 2012.
- Raj Ráchel tortatervező (1.) a TV2 SzuperMokka adásában – YouTube, 2013.
- Raj Ráchel tortatervező (2.) a TV2 SzuperMokka adásában – YouTube, 2013.
- Raj Ráchel az Ízes életben – YouTube, 2014.
- Gasztroangyal – Zsidó konyha – YouTube, 2014.
- Üzleti Tanácsok Dióhéjban a Hatoscsatornán – YouTube, 2014.
- Raj Ráchel a Tűsarokban – YouTube, 2015.